# Farkas Imre (labdarúgó)
Farkas Imre (Dorog, 1915.–?) olimpiai válogatott labdarúgó. A magyar válogatott keret tagjaként részt vett a berlini olimpián 1936-ban.

## Pályafutása

### Klubcsapatban
A Dorogi AC, majd a Győri ETO csapatában játszott a két világháború közötti időszakban. 1942 végén az Újpest akarta leigazolni, de végül inkább visszatért Dorogra és az 1942–1943-as évad tavaszi fordulójától újra a dorogi csapat játékosaként szerepelt. Tagja volt a bajnokságot nyert csapatnak 1944-ben és szintén ebben az évben a Magyar kupa elődöntőt játszó Dorogi AC gárdájának a Kolozsvári AC ellen. Szinte kivétel nélkül valamennyi mérkőzésen a jók között emelték ki, többször pedig a mezőny legjobbja volt. Egy ízben mesterhármat szerzett 1943. szeptember 27.-én az Újpesti TSE elleni bajnokin.
1945-ben feljutottak az NB I-ben. Pályára lépett a Dorog legelső NB. I-es mérkőzésén is 1945. szeptember 23-án a Szombathelyi Haladás ellen, ahol 3-3-s döntetlen született. Részese volt a dorogiak egyik legnagyobb arányú győzelmének is, amelyet 9-0-ra nyertek a Dózsa MADISZ otthonában. 1947-ben kiestek az első osztályból, majd két éven keresztül az NB. II-ben szerepeltek, ahol 1949-ben bajnoki címet nyertek, majd a bajnokok körmérkőzéses döntőjét is megnyerték és visszakerültek az NB. I-be. 
A korosodó játékos ezekben az időkben ritkábban kapott már játéklehetőséget és az 1949-1950-es bajnoki idényben már nem vett részt. Összesen 44 alkalommal játszott első osztályú meccset, ahol olyan neves társakkal szerepelt egy csapatban, mint Grosics Gyula és Buzánszky Jenő. Edzője egykori játékos társa, Bárdos Sándor volt, majd Szabó Péter.

### A válogatottban
A magyar olimpiai válogatott keret tagja lett és részt vett a berlini olimpián 1936-ban. Játékára azonban nem került sor, mert az első mérkőzésen nem játszott, amelyet a magyarok elveszítettek, így kiestek a további küzdelmekből.

## Sikerei, díjai
- 3-szoros Bajnoki cím – NB III. (1943-44), Másodosztály (1945), NB. II. – 1948-1949)
- NB. I-be jutás (1945)
- Bajnokok bajnoka cím (1949)
- Bajnoki ezüstérmes (NB. II. – 1948)
- Bányászkupa-győztes (1948)